# 彰化商業銀行
彰化商業銀行（英語：Chang Hwa Commercial Bank, Ltd.），簡稱彰化銀行（Chang Hwa Bank）、彰銀（CHB），為台灣大型商业银行之一，由日治時期中部仕紳於1905年6月5日創立，為三商銀之一，因總行初設於彰化而得名，地點位於現今彰化銀行彰化分行位置，但由於臺中發展迅速，逐漸取代彰化在中臺灣的影響力，故營業部成立5年後即遷往臺中至今。彰化銀行同時為台灣「八大行庫」之一。
由於在2000年代第二次金融改革中引入民間資本救援，使台新金控取得最大單一股權，但隨後逐漸產生官民股爭奪經營權，直至2022年8月與財政部達成台新金降低股份佔比共識，泛公股拉高佔比至38.33%，2023年6月16日由泛公股足額取得董事席次而讓經營權之爭落幕。

## 沿革

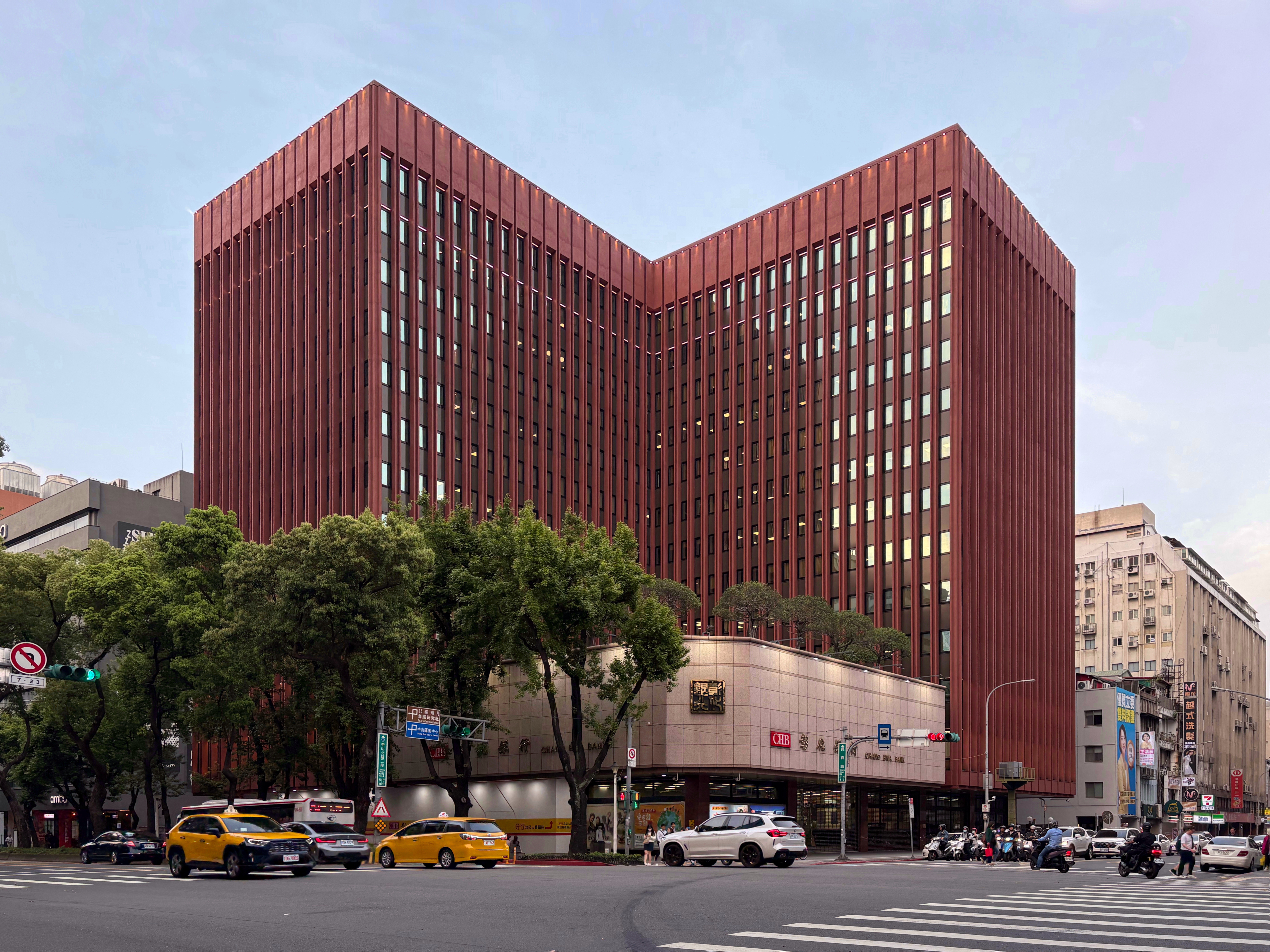
彰化銀行總行

### 最早由台灣人自籌之銀行
彰化地區在清代時一田二主現象嚴重，日治時代為了清理租權，日本政府交付龐大公債，明治38年（1905年）以吳汝祥為首的中臺灣地方士紳，為解決此公債事宜，而集資22萬日圓作為資本額組織設立「株式會社彰化銀行」，設總行於彰化廳，當時鹿港名人陳質芬、辜顯榮亦被選為監察人，是最早由台灣人自行籌資設立的銀行。1910年，彰銀總行遷至台中廳。1936年彰銀興建新總行（即今臺中總行），1938年9月新總行完工，由白倉好夫與畠山喜三郎設計，為一古典主義式建築。

### 戰後改組為彰化商業銀行
二戰後的1946年10月16日，彰銀成立「彰化商業銀行籌備處」，由當時霧峰林家家主林獻堂擔任籌備主任，並由國民政府接收彰銀原日籍股東之股份。1947年2月，彰化商業銀行舉行創立股東大會，由董事會推選林獻堂為董事長；3月1日彰銀正式改組為彰化商業銀行，資本總額定為舊臺幣壹仟伍佰萬圓；至此，彰銀變成官民合股的省屬行庫。
1948年成立棒球隊，並與其他五支銀行棒球隊進行了台灣早期棒球史重要的「銀行公會賽」（又稱六行庫棒球賽），直至1960年解散球隊。

### 台灣首家股票上市之銀行
1950年2月，彰銀資本總額調整為新臺幣貳佰肆拾萬圓。1962年2月15日，彰銀成為臺灣第一家股票上市的銀行（臺證所：2801）。

## 現況

### 公營事業民營化
1997年12月，台灣省政府將其持有之彰銀普通股股票進行公開招募，以執行公營事業民營化之政策。1998年1月1日，彰銀的官方持股降至50%以下，達成名義上的民營化；同年12月21日，中華民國政府實施精省，彰銀官股代表由臺灣省政府改為財政部，但仍由霧峰林家的成員負責經營。精省後，彰銀主要單位與經營幹部遷往位於臺北市中山北路二段，即今之臺北總行；原臺中總行則仍為公司登記之所在地。

### 台新彰銀經營權之爭
- 2005年10月3日，中華民國政府為了彰銀呆帳問題發起增資，台新金控因此購入彰銀股權22.5%[8]，成為彰銀最大單一股東，也成為台新彰銀案的開端；此後，台新金控一直推動旗下的台新銀行與彰銀合併。2014年12月，財政部蒐羅小股東支持，於股東臨時會改選董事時，在6個一般董事、3個獨立董事席次中各取得4席與2席，重新取得彰化銀行經營權[9]。
- 2014年底，彰銀改選董事，但台新金控僅獲得2席普通董事席位，依《金融控股公司法》彰銀不能再列為台新金控子公司。台新金控失去彰銀經營權，因而損失慘重。之後，台新金控依法對取回經營權的財政部提出告訴，即台新彰銀案。
- 2021年6月，台新金控宣布將出清22.5％彰銀持股，併購保德信人壽案同時獲金管會核准；2022年8月，台新金控撤回對財政部所提訴訟，台新彰銀案正式落幕。

### 響應新南向 海外佈局
- 2017年起，響應新南向政策，彰銀先後設立緬甸仰光辦事處[10]、菲律賓馬尼拉分行[11]。
- 2018年11月，彰銀副總經理凃鴻堯表示，董事會已通過增設休士頓分行，將送件到金管會審查。[12]

### 首家公股銀行至中國大陸開業
2018年12月，為拓展中國大陸金融業務，彰銀申請於南京市將中國大陸分支機構改制為外商獨資銀行「彰銀商業銀行」及其分支機構，並於其轄下增設南京分行。中國大陸子行轄下營運據點包含昆山、東莞、福州、南京分行及昆山花橋支行，共計四家分行、一家支行。彰銀中國大陸分行營運資本金為25億人民幣，轉供中國大陸子行股本。

## 弊案
- 2005年底，爆發彰銀捲款案。
- 2014年，彰銀盜領案及彰銀詐貸案爆發。
- 2018年，被爆東莞分行主管多次與鑑價公司「金尺評估」合作，收取回扣[14]；遭中國銀行保險監督管理委員會裁罰人民幣30萬圓、中華民國金融監督管理委員會裁罰新台幣300萬圓。[15]

## 文化資產
- 彰化商業銀行總行營業部：臺中市市定古蹟。建於1938年，位於臺中市中區自由路二段38號（臺灣大道一段與自由路口）[16]；彰化銀行將總行大部份單位遷往台北後，僅留營業部與公司登記於此[17]。
- 彰化銀行繼光街宿舍：臺中市市定古蹟。建於1935年，位於臺中市西區繼光街9號，日治時期即為彰化銀行招待政商名流的聚會場所，戰後也曾是臺灣省議會議長謝東閔招待前日本政要的所在。
- 原辰馬商會本町店鋪：臺北市歷史建築。建於1929年，原為辰馬商會本町店鋪，戰後成為二二八事件首波民眾首波抗議點，1986年後改為彰化銀行臺北分行。

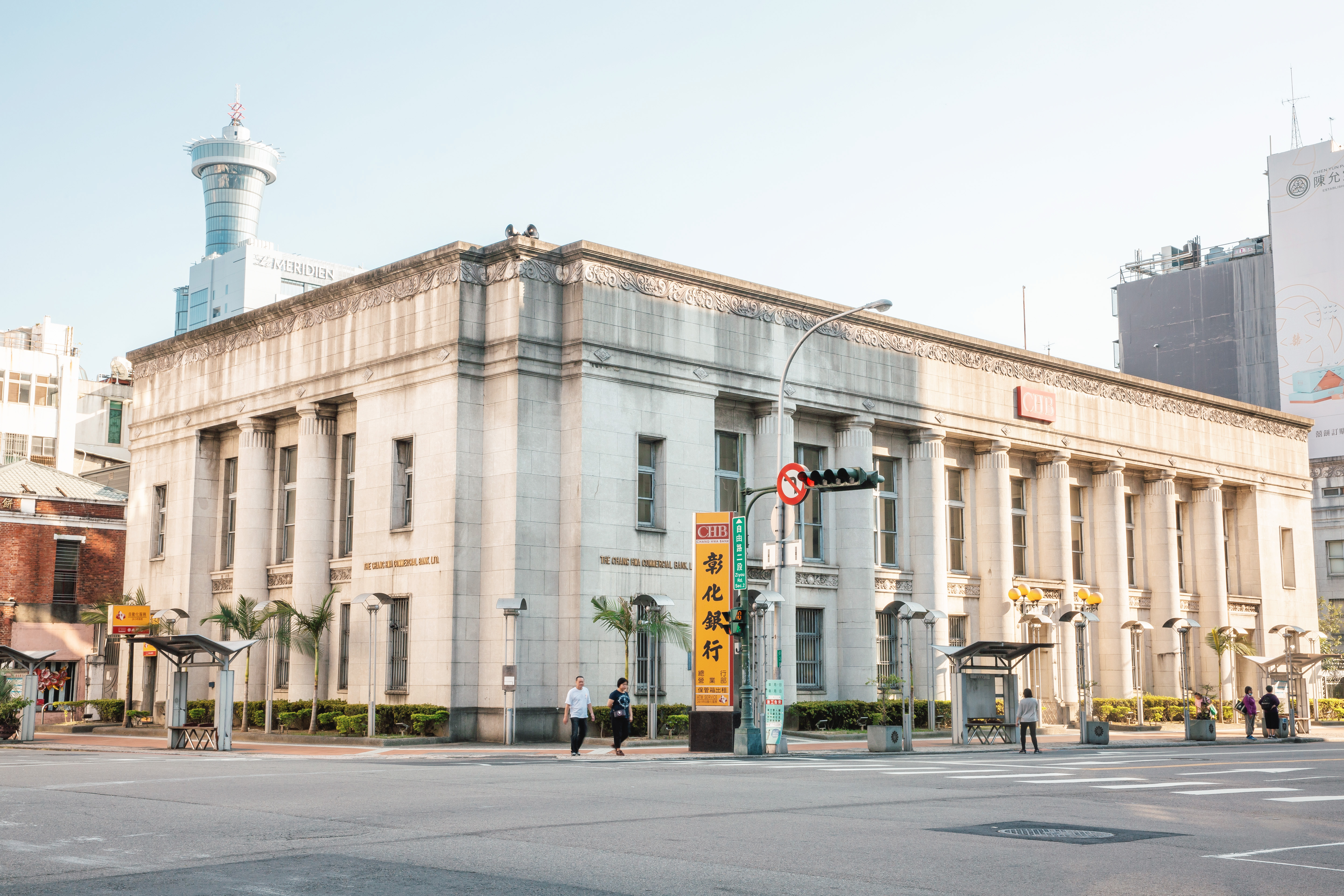
彰化銀行舊總行
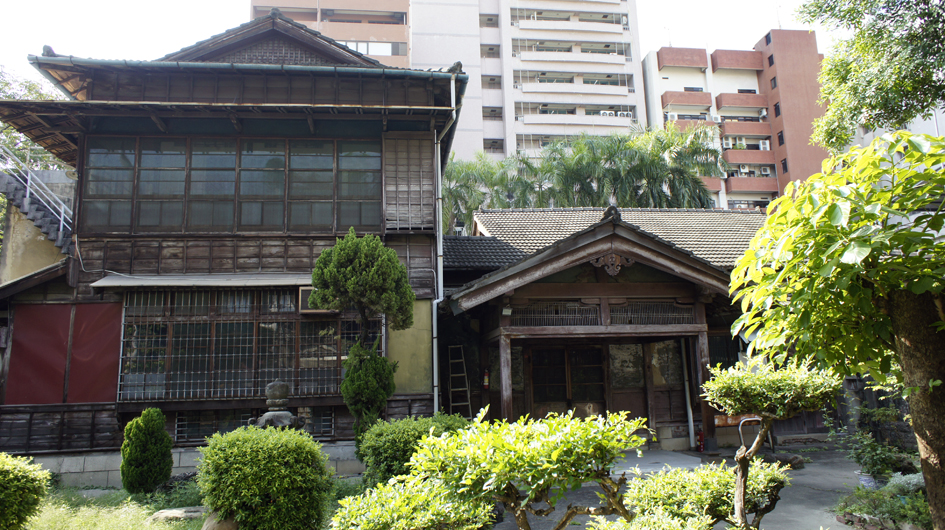
彰化銀行繼光街宿舍
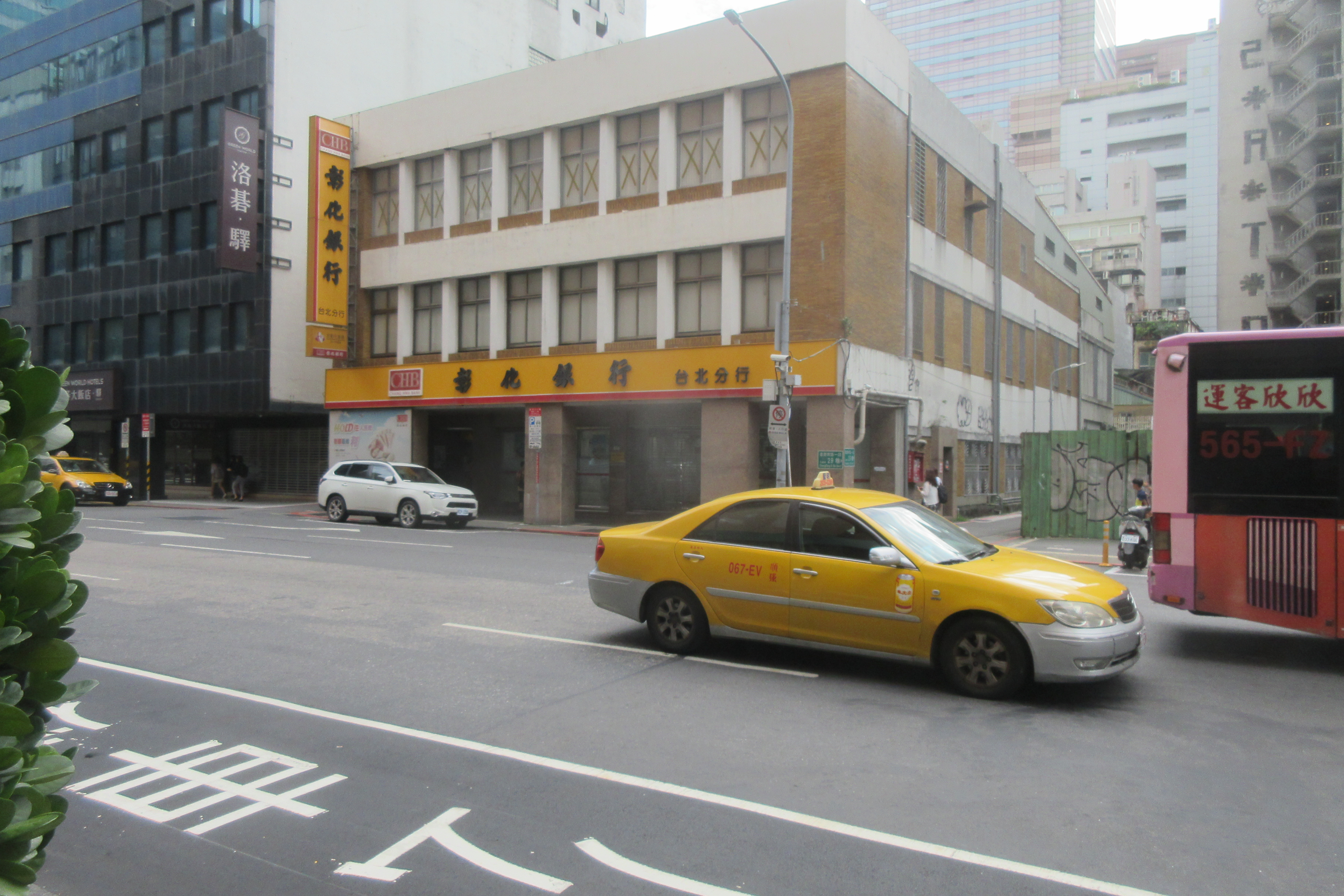
彰化銀行臺北分行

## 組織
- 股東會
- 董事會常務董事董事
- 董事長
- 審計委員會
- 薪資報酬委員會
- 總經理
- 副總經理
- 總稽核
- 總機構法令遵循主管
- 稽核處
- 法令遵循處
- 秘書處
- 人力資源處
- 綜合企劃處
- 資金營運處
- 信託處
- 國內營運處
- 國際營運處
- 數位金融處
- 授信管理處
- 風險管理處
- 債權管理處
- 財務管理處
- 資訊處
- 作業處
- 總務處
- 保險代理人處
- 財富管理處
- 資訊安全中心
- 證券經紀商
- 區營業處
- 國外分支機構
- 國際金融業務分行
- 客戶服務中心
- 區域審核中心
- 營業部
- 國內營業單位

## 外部連結
- 彰化銀行 （页面存档备份，存于） （繁體中文）（英文）
- 彰化銀行香港分行 （页面存档备份，存于）（繁體中文）（英文）
- 彰化銀行東京分行 （页面存档备份，存于）（繁體中文）（英文）
- 彰化銀行 柴寶旺旺來的Facebook專頁